# Mihelići
Mihelići – wieś w Chorwacji, w żupanii istryjskiej, w mieście Poreč. W 2011 roku liczyła 43 mieszkańców.